# Josep Agustench Cucurull
Josep Agustench Cucurull (Valls, 1894 - Bernay, França, 1968) fou un pagès i sindicalista català.
Militant de la CNT i soci de la Societat Agrícola de Valls, durant la constitució del Sindicat de Treballadors del camp de Valls, celebrada el 10 juny de 1931, va ser elegit Tresorer d'aquest Sindicat. El novembre de l'any 1937 també va ser nomenat de Tresorer de la Col·lectivitat Agrícola de Valls. També formà part del sindicat "Llum i Força". El novembre de 1938 entra al govern municipal de Valls com a regidor, substituint un company que va haver de marxar cap al front. L'any 1939 s'exilià a França, sent reclòs en un camp de concentració fins al final de la Guerra Mundial.